# Республика Судан (1956—1969)
Республика Судан (араб. جمهورية السودان‎) — историческое суданское государство, существовавшее в период с 1 января 1956 года по 25 мая 1969 года.

## История

### До независимости Судана
В марте 1950 года начались англо-египетские переговоры. Египта настаивал на ликвидации кондоминиума и объединении с Суданом в единое государство, а Великобритания, в свою очередь, предлагала установить в Судане двухлетний переходный период и после этого дать возможность суданцам самостоятельно определить свою судьбу, но переговоры зашли в тупик и решение суданского вопроса отодвинулось на неопределённый срок.
Политические партии Судана не были готовы мириться с такой неопределённостью и, в итоге, внесли проект резолюции о предоставлении Судану полного самоуправления к 1952 году, но он был отклонён и британцы начали разработку конституции Судана. В свою очередь египетское правительство опубликовало меморандум, в котором предлагалось признать единство Египта и Судана под египетской короной, предоставить на два года Судану временную автономию, а английские войска и английских чиновников отозвать из Судана.
15 октября 1951 года парламент Египта принял законопроект о расторжении англо-египетского договора 1936 года и конвенции 1899 года, а 16 октября были внесены поправки в конституцию Египта, в которых Египет и Судан являются единой страной и суданское правительство будет определяться специальным законом, а титул короля стал называться: «Король Египта и Судана».
В это время британцы пытались продвинуть свой проект конституции, в котором генерал-губернатору предоставлялись огромные полномочия, а влияние Египта ограничивалось. Одновременно с этим британцы проводили политику по отделению суданского юга, где влияние Британии было больше, чем на севере. В частности на юге продвигали английский язык, на котором велось обучение вместо арабского.
23 июля 1952 года в Египте прошла революция, в результате которого король Фарук I был свергнут и к власти пришло «Движение свободных офицеров» во главе с генералом Мухаммедом Нагибом. Новое правительство Египта предложило суданцам самим определить свою судьбу. Позже египетское правительство направило ноту правительству Великобритании, в котором упоминалось о создании комиссии, состоящей из двух суданцев и по одному представителю из Великобритании и Египта для «суданизации» государственных органов Судана.
Египетская революция повлияла на создание в Судане организации «Свободные офицеры», которая имела сходство с египетским аналогом. Её возглавили братья Кибайда — Якуб и Абд ар-Рахман. Их группа делала ставку на создание военного пятилетнего переходного периода.
Одновременно с этим между британцами и египтянами развернулись споры по поводу статуса Южного Судана. Египтяне не хотели признавать различие между севером и югом, что призывали делать британцы.
В ноябре 1952 года в Каире была создана Национально-юнионистская партия, в которую объединились суданские партии и организации, выступающие за объединение с Египтом.
12 февраля 1953 года было подписано соглашение о предоставлении Судану самоуправления и самоопределения, по которому в стране начался трёхлетний переходный период, возглавляющийся генерал-губернатором и комиссией, которую возглавлял представитель из Пакистана в качестве нейтральной стороны.
В начале 1953 года в Южном Судане начались протесты под лозунгами отделения Юга или его автономии.
В ноябре—декабре 1953 года прошли выборы в суданский парламент, в которых абсолютное большинство в двух палатах заняли юнионисты. Остальные места заняли Аль-Умма, коммунисты, возглавляющие Антиимпериалистический фронт, и Социалистическая республиканская партия. Специально выделенные для южных провинций места заняли Южная партия и Южная политическая ассоциация.
1 января 1954 года парламент назначил премьер-министром Судана Исмаила Аль-Азхари, который сформировал кабинет, полностью состоящий из юнионистов.
Накануне обретения Суданом независимости резко обострилось положение на Юге страны. В 1955 году волнения на Юге переросли в массовые беспорядки из-за неудовлетворения требований южан в предоставлении им участия в формировании органов власти. Особенно они вспыхнули 26 июля из-за увольнения 300 рабочих на предприятии, что совпало с «суданизацией» — это спровоцировало протестующих. Своего пика беспорядки достигли 13—18 августа, когда в них приняло участие от 700 до 1000 человек. Беспорядки были подавлены северосуданскими войсками.
16 августа 1955 года депутаты чрезвычайной сессии парламента единогласно проголосовали за полную независимость Судана и трёхмесячную эвакуацию всех иностранных войск из страны. 18 августа в Южном Судане вспыхнуло восстание, в котором солдаты и политические деятели Юга требовали широкой автономии, но в течение нескольких недель оно было подавлено британскими и северосуданскими войсками.
В 1955 году была завершена «суданизация» страны, иностранные войска полностью покинули Судан. 31 декабря 1955 года была принята временная конституция, в соответствии с которой Судан был объявлен унитарной демократической парламентской республикой. Требование южан об автономии не было удовлетворено.

### После обретения независимости
1 января 1956 года Судан был провозглашён независимой республикой. Однопартийное правительство аль-Азхари продержалось у власти всего месяц. 2 февраля 1956 года было сформировано новое коалиционное правительство аль-Азхари, но 4 июля парламент выразил вотум недоверия правительству аль-Азхари. 7 июля было сформировано новое коалиционное правительство, которое возглавил лидер Аль-Уммы Абдулла Халиль.
Группа «Свободные офицеры» планировала совершить военный переворот 14 июня 1957 года, но их заговор был раскрыт и нескольких заговорщиков во главе с Абд ар-Рахманом, в том числе и Джаафар Нимейри, были арестованы.
Судан приветствовал решение президента Египта Насера о национализации Суэцкого канала. В октябре—ноябре 1956 года в Судане, на фоне Суэцкого кризиса, было введено чрезвычайное положение и объявлено о готовности отправки добровольцев на египетский фронт.
Но у Египта и Судана сложились непростые отношения, поскольку острой проблемой стал нерешённый вопрос о принадлежности района Халаиб.
На 21 февраля 1958 года в Египте был объявлен референдум по объединению с Сирией, а в Судане же на 27 февраля были объявлены парламентские выборы. 16 февраля египетское правительство предупредило суданское о намерении отправить избирательную комиссию в Халаиб под охраной пограничной полиции. 17 февраля Судан ввёл туда войска, обвинив Насера в «эскалации напряжённости и вооружённой агрессии». Судан разорвал с Египтом торговые и экономические отношения и поставил вопрос об египетской агрессии на заседании Лиги Арабских Государств и в Совете Безопасности ООН.
Крайне тяжёлое экономическое положение, дискриминация племён и народов Юга и прозападная политика вызвали недовольство оппозиции. 21 октября 1958 года под руководством Антиимпериалистического фронта и Федерации рабочих профсоюзов Судана (ФРПС) началась всеобщая забастовка, в крупных городах Судана прошли демонстрации против западного вмешательства. В ответ власти прибегли к репрессиям.
В правительственной коалиции произошёл раскол. Южносуданские партии ввиду отказа властей решать проблемы Юга вышли из парламента.
Абдулла Халиль 1 ноября созвал в Омдурмане совещание, на котором присутствовали высшие офицеры суданской армии во главе с командующим вооружёнными силами Ибрагимом Аббудом и его заместителем Ахмедом Абд аль-Ваххабом. На нём было принято решение о передаче власти военным.

### Годы военной диктатуры

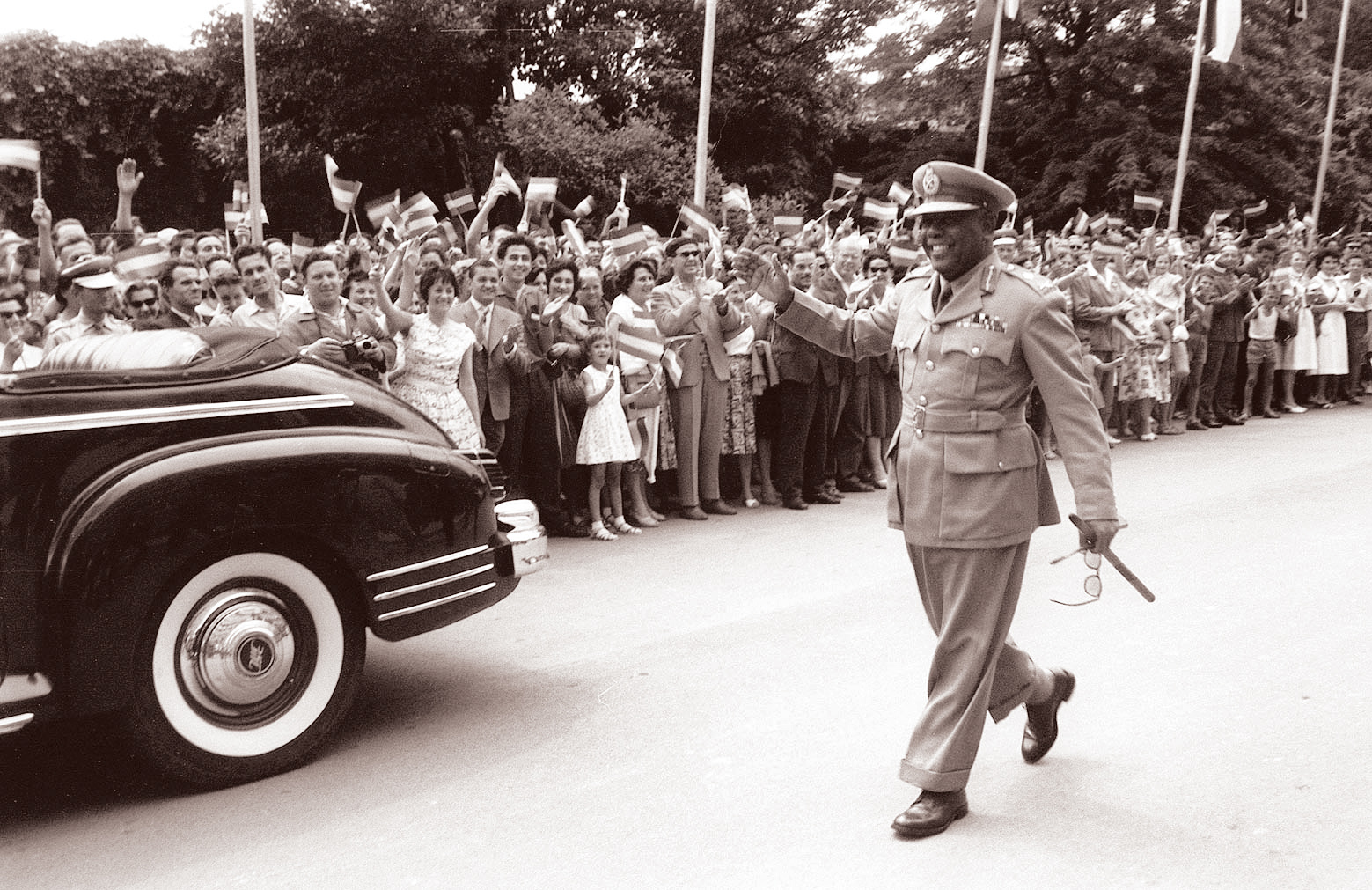
Ибрагим Аббуд в Любляне, 18 июля 1960 года.

17 ноября 1958 года в Хартуме произошёл бескровный государственный переворот, в результате высшим органом власти был объявлен Верховный совет вооружённых сил (ВСВС), состоящий из 12 офицеров.
Председателем ВСВС, премьер-министром, министром обороны и командующим вооружёнными силами Судана стал генерал-лейтенант Ибрагим Аббуд, который впоследствии провозгласил себя маршалом и президентом страны. Позже были распущены парламент, запрещены политические партии, профсоюзы и другие организации. В стране было введено чрезвычайное положение, отменена временная конституция и закрыты демократические газеты, установилась цензура.
Был издан закон «Об обороне Судана», который предусматривал длительное тюремное заключение за создание политических партий и призывы к свержению режима.
Правительство Аббуда проводило политику, направленную на подавление всех оппозиционных ему сил, что привело к напряжённости в отношениях между Севером и Югом Судана, в котором насильственно распространялись ислам и арабский язык.
Во второй половине 1962 года недовольство режимом военной диктатуры привело к росту политической активности различных слоёв и групп населения. В 1963 году была основана и резко активизировала свои военные операции военно-политическая организация «Аняня», которая выступала за военное решение южносуданской проблемы. В начале 1964 года правительственные войска предприняли меры по подавлению сил южносуданских повстанцев, но Хартуму так и не удалось установить полный контроль в регионе. Южносуданские повстанцы нашли поддержку и убежище в Эфиопии.
Осенью 1964 года в Хартуме проходили студенческие волнения. Во время стычки с полицией был смертельно ранен студент-коммунист, а десять студентов получили тяжёлые ранения. Это событие вызвало огромное возмущение у жителей Хартума и на следующий день 30 тыс. человек вышли на протесты. Правительство Аббуда прибегло жестоким репрессиям, но демонстрации продолжились.
На позицию армии повлияла антиаббудовское движение, что сыграло важное значение в свержении Аббуда. Пытаясь спасти военный режим, было объявлено о военном трибунале для расправы с Национальным фронтом организаций (НФО) — объединением различных политических партий, но подразделения омдурманского гарнизона выдвинулись к Президентскому дворцу в Хартуме и блокировали его, заявив, что «армия не выступит против народа». Сформированный армейскими офицерами и НФО комитет настаивал на роспуске ВСВС и правительства. Аббуд был вынужден пойти на условия комитета.
29 октября 1964 года завершились переговоры с оппозицией, в результате которого была подписана хартия, в соответствии с которой военный режим Аббуда упразднялся, отменялось чрезвычайное положение, закон «Об обороне Судана» и другие акты, провозглашена независимость судебной власти и освобождались политические заключённые, узаконивалась деятельность политический партий и восстанавливалась в действие временная конституция 1955 года.

### После военной диктатуры
30 октября 1964 года было сформировано переходное правительство Судана, которое возглавил Сирр аль-Хатим аль-Халифа. В это правительство вошли семь представителей НФО, по одному из Аль-Уммы, НЮП, НДП, СКП и «Братьев-мусульман».
Ибрагим Аббуд, оставаясь президентом Судана, попытался использовать верные ему военные подразделения для свержения переходного правительства аль-Халифы, но его планы были раскрыты и Аббуд подал в отставку, отправившись в Великобританию в качестве политического убежища. Полномочия главы государства были переданы Второму Суверенному совету.
Правительство аль-Халифы предпринимало попытки по реформации племенных администраций, но суданская феодальная знать не поддержала это и поддержала в итоге оппозиционные силы с целью свержения правительства.
В феврале 1965 года правые силы, в том числе и «Братья-мусульмане», встали на прямую конфронтацию с переходным правительством. Под их давлением 18 февраля аль-Халифа и его правительство подали в отставку. 23 февраля было сформировано новое коалиционное правительство.
После выборов в Учредительное собрание Судана 1965 года, в которых Аль-Умма заняла наибольшее число мест, 17 июня 1965 года было сформировано правительство, во главе которого стал один из лидеров партии Аль-Умма, Мухаммед Ахмад Махгуб. Его правительство поощряло антикоммунистические акции, опасаясь возросшего влияния СКП, проводимые «Братьями-мусульманами».
Осенью 1965 года член суданской левой организации от имени СКП выступил с оскорблением святыней ислама, что позволило «Братьям-мусульманам» спровоцировать беспорядки с призывами о запрете коммунистической партии. Учредительное собрание большинством голосов 8 декабря приняла закон, в котором запрещалась публичная коммунистическая и атеистическая деятельность, а потом и вовсе был издан запрет коммунистической партии, лишив коммунистов депутатских мандатов. Их газеты были закрыты, а армия уволила сочувствовавших офицеров.
4 января 1966 года началась разработка новой конституции. Во время её создания в Учредительном собрании шли оживлённые дискуссии, особенно касаемо положения шариата как основного источника законодательства.
Правительство Махгуба продолжало в отношении Юга политику с позиции силы. Там было сосредоточено 60% плохооснащённой суданской армии, которой повстанцы «Аняня» наносили потери в живой силе и технике.
4 августа 1966 года было создано новое правительство, которое возглавил председатель партии Аль-Умма, Садык аль-Махди. В Аль-Умма надвигался раскол между сторонниками модернизации партии, младоуммовцами, которых вожглавлял аль-Махди, и представителями традиционной элиты, которых возглавлял имам Аль-Хади аль-Махди.
Но правительство Садыка аль-Махди не сменило политику касательно коммунистов. Аль-Махди старался недопускать коммунистов в парламент, пренебрегая решением Верховного суда о неконституционности запрета СКП. В стране проходили антикоммунистические демонстрации, спровоцированные правыми силами. СКП призвало народ давать отпор правым. 28 декабря 1966 года небольшая образованная левыми армейская группировка предприняла попытку неудачного военного переворота.
К концу 1966 года был разработан проект исламской конституции Судана, который аль-Махди пытался популяризировать в стране, что вызвало негативную реакцию оппозиции. Южносуданские политические организации выступили с осуждением этого проекта конституции, настаивая на принятии конституции светского характера. В результате разразился новый политический кризис.
В январе 1967 года была основана Социалистическая партия Судана, в которую вошли многие коммунисты. СКП рассматривало эту партию как возможность легального распространения оппозиционных правительству взглядов.
26 мая 1967 года Маджуб расформировал правительство аль-Махди, сформировав собственное, заменив сторонников аль-Махди представителями крыла имама аль-Хади.
В начале 1968 года на рассмотрение суданского парламента был вновь вынесен проект конституции, в котором были представлены идеи исламизации унитарного Судана и 29 января парламент одобрил его. Южносуданские партии и левая оппозиция выразили протест, произошли вооружённые столкновения с «Аняня» в южных районах страны. Разразился новый политический кризис.
7 февраля 1968 года премьер-министр Махгуб, опасаясь вынесения ему парламентом вотума недоверия, распустил его и возложил на себя всю полноту государственной власти. Вопрос принятия конституции был отложен до выборов в новый парламент.
На парламентских выборах 1968 года победу одержала партия Юнионистско-демократическая партия (ЮДП) (101 из 218 мест). Остальные места заняли младоуммовцы (35 мест), представители имама (30 мест), а мелкие южносуданские партии добились 29 мест. 27 мая 1968 года было сформировано коалиционное правительство (ЮДП — Аль-Умма — Южный фронт), которое возглавил Маджуб.
4 марта 1969 года между сторонниками имама и младоуммовцами было подписано соглашение о восстановлении единства партии Аль-Умма под руководством имама Аль-Хади. Позже лидеры Аль-Умма потребовали перераспределения министров в правительстве. Было достигнуто соглашение о создании нового правительства Махгуба, где Аль-Умма получила равные с ЮДП количество министров. Но лидеры ЮДП отвергли кандидатуру Садыка аль-Махди и возник новый политический кризис.
В конце 1960-х годов группа офицеров во главе с полковником Джаафаром Нимейри начала подготовку к военному перевороту в Судане. Осенью 1968 года в Хартуме был создан Комитет по подготовке революции, состоявший из 20 офицеров. В конце марта 1969 года был окончательно разработан план захвата власти.
В ночь с 25 по 26 мая 1969 года в Судане произошёл государственный переворот, в результате которого были арестованы все люди на руководящих должностях. Революционный совет был объявлен высшим государственным органом власти и было объявлено о смене названия страны на Демократическая Республика Судан.

## Внешняя политика

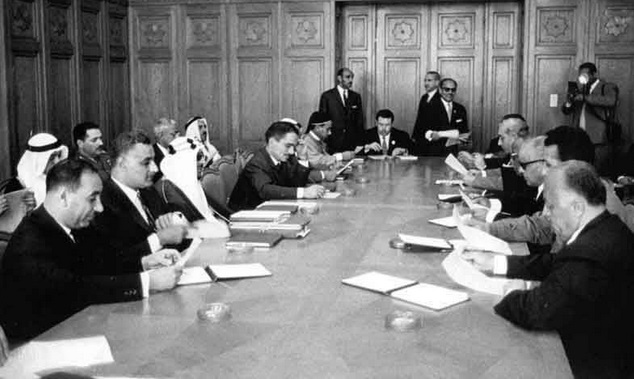
Саммит Лиги Арабских Государств, 14 января 1964 года.

Главными направлениями внешней политики правительства Халиля стали антиколонизм и «неприсоединение». Так Судан поддержал права жителей Кипра на самоопределение в 1957 году. Суданская делегация, во время событий в Венгрии, в ООН поддержала венгерское правительство в праве самостоятельного осуществления своих полномочий и одновременно с этим высказалась в поддержку нейтральной делегации для изучения ситуации. В январе 1956 года Судан стал членом Лиги Арабских Государств, а в ноябре того же года был принят в ООН и в другие международные организации. В то же время Судан поддерживал отношения с Францией и Великобританией, несмотря на позицию других арабских стран даже во время Суэцкого кризиса.
Египетско-суданские отношения оставались довольно сложными, но Египет традиционно продолжал играть существенную политическую роль в Судане. Главной причиной этого стало недовольство суданской суданской буржуазии и земельных собственников условиями соглашения 1929 года о разграничении вод Нила, которое, как утверждал Судан, не отвечало его экономическим интересам и препятствовало в вводе в действие Сеннарской плотины. К тому же аграрное население Судана высказывалось против строительства в Египте Асуанской плотины. Очень острой проблемой стал вопрос о принадлежности района Халаиб. Официально Судан поддерживал внешнеполитический курс Гамаля Абделя Насера на межарабской арене.
В марте 1957 года Судан принял доктрину Эйзенхауэра. За предлагавшуюся военную помощь и экономическое содействие США потребовали увеличения численности суданской армии и разрешения строительства военных баз на красноморском побережьи вблизи с египетско-суданской границей. Из-за этого в Судане прошли массовые протесты, в результате которых парламент принял решение отклонить доктрину. В ответ США совместно со странами Запада наложило ограничение на покупку суданского хлопка, что значительно ухудшило экономику Судана. 
Стремясь выйти из экономического кризиса, Судан начал зондировать почву относительно получения экономической и финансовой помощи от СССР и стран Восточной Европы. 31 марта 1958 года Судан подписал с США соглашение об американской экономической и технической помощи.
После прихода Аббуда к власти внешняя политика стала более сбалансированной. Военный режим декларировал антиколонизм, право наций на самоопределение, борьбу за мир и разоружение, неприсоединение и укрепление отношений с африканскими и арабскими странами. Значительно улучшились отношения с СССР, Восточным блоком и КНР, а также была начата нормализация отношений с ОАР.
Правительство Аббуда осудило американскую интервенцию в Ливане в 1958 году, поддержало алжирскую борьбу за независимость. Судан выступил за прекращение Францией испытаний атомного оружия в Сахаре, поддержал идею создания Африканской безъядерной зоны и присоединился к Московскому договору о запрете испытаний ядерного оружия в трёх средах.
В начале Конголезского кризиса и бельгийской агрессии Судан был единственной страной, имевшей подъездные пути к границам Конго. Ссылаясь на нейтралитет Судана, его правительство отклоняло любые требования правительств Ганы, Гвинеи, ОАР и социалистических государств о пропуске через Судан грузов для помощи Конго. Правительство Аббуда отказалось разрывать дипломатические отношения с Бельгией.
В 1963 году Судан стал одним из основателей Организации африканского единства и был одним из инициаторов экономического бойкота Южно-Африканской Республике и Португалии.
Внешняя политика правительств Махгуба и аль-Махди не отличалась от своих предшественников. В этот период развивалось экономическое сотрудничество с США, Великобританией, ФРГ, Японией и Китаем. Также наблюдалось охлаждение отношений с СССР и странами Восточной Европы. Судан стремился укрепить отношения с Иорданией, Кувейтом и Саудовской Аравией, король которой выделял финансовую помощь на борьбу с СКП.
Судан находился в состоянии войны с Израилем в Шестидневной войне и намеревался отправить добровольцев на Египетский фронт. Судан разорвал дипломатические отношения с США и Великобританией.
По инициативе Судана в Хартуме 29 августа—1 сентября 1967 года состоялась конференция арабских стран, в ходе которой было достигнуто соглашение об оказании нефтедобывающими странами финансовой помощи ОАР, Сирии и Иордании. Также потом было достигнуто второе соглашение о прекращении конфронтации в Северном Йемене и урегулирование отношений между Саудовской Аравией и ОАР. Из-за нестабильности на Ближнем Востоке Судан активизировал связи с социалистическим лагерем.

## Экономика
После обретения Суданом независимости была проведена национализация ряда предприятий обратывающей промышленности, ирригационных систем и железных дорог. В 1956 году, при участии английских специалистов, план пятилетнего экономического и социального развития, ориентированная на привлечение иностранных инвестиций. В этом же году Судан стал членом Международного банка реконструкции и развития (МБРР) и Международного валютного фонда (МВФ) с целью получения кредита для финансирования строительства железных дорог. Также некоторые иностранные компании обратились к правительству Судана с просьбой о предоставлении им лицензии на добычу нефти.
В момент обретения Суданом независимости 33 тыс. суданцев работало за рубежом, что позволяло ожидать от них денежный приток. В последующие годы число выезжающих суданцев на заработки выросло. Число выехавших в Египет в 1958 году уже превышало 66 тыс. человек. Желавшим вернуться правительство Судана оплачивало обратный проезд.
В 1957 году был введён в обращение суданский фунт. Но тем не менее постоянная нестабильность в Судане удерживала иностранных предпринимателей от вложений в экономику Судана. Правительство также не получило обещанные займы и кредиты от западных стран.
В сфере экономики правительство Халиля продолжал модернизацию сельского хозяйства, но, несмотря на это, в 1958 году в Судане был неурожай хлопка, что значительно ухудшило экономику страны и образованию бюджетного дефицита. Государственная казна опустела, увеличились налоги. Начались массовые забастовки рабочих и волнения среди племён.
Политика, проводимая правительством Халиля, вела к обострению отношений между Севером и Югом. Южные провинции продолжали отставать от Северных в социально-экономическом плане. Торговля на Юге была сосредоточена в руках арабов, небольшой поток денег южан находил путь назад на Север только через арабские товары в арабских магазинах. Южносуданская оппозиция делала провокационнные заявления о том, что цены на производимые южанами товары могли бы контролироваться более эффективно на «освобождённом Юге от северян».